# Michelle Cliff
Michelle Carla Cliff (2 de novembre de 1946 a Kingston, Jamaica – 12 juny 2016) fou una escriptora jamaicana afroamericana. Algunes de les seves novel·les més destacades són Abeng (1985), No Telephone to Heaven (1987) i Free Enterprise (2004).
A més de novel·les, Cliff també va escriure també contes, poemes en prosa i assajos de crítica literària. Les seves obres exploren els diversos problemes d'identitat que sorgeixen des de l'experiència del postcolonialisme i de la dificultat d'establir una identitat individual autèntica que tingui en compte la raça i el gènere. Emmarcada en el revisionisme històric, moltes de les obres de Cliff mostren un punt de vista de la història alternatiu al de les narratives més generalitzades.

## Vida
Cliff va néixer a Kingston, Jamaica el 1946 i quan tenia tres anys la seva família va emigrar a la ciutat de Nova York. El 1956 va tornar a Jamaica, a on va estudiar a la St. Andrew High School for Girls. A aquí va començar a escriure un diari personal abans que tornés a viure a Nova York el 1960. Va estudiar al Wagner College de Nova York i al Warburg Institut de la Universitat de Londres. També va estudiar a altres universitats com el Trinity College i a la Universitat Emory.
El 1981, Cliff va esdevenir sòcia de l'Institut de les Dones per la Llibertat de Premsa. El 1983 va contribuir a l'antologia del feminisme negre, Home Girls. Des del 1999 va anar a viure a Santa Cruz, Califòrnia amb la seva parella, la poeta Adrienne Rich. Van ser parella entre 1976 i 2012, quan aquesta va morir.
Cliff va morir per una malaltia hepàtica el 12 de juny de 2016.

## Obres

### Ficció
- 2010: Into the Interior (University of Minnesota Press). Novel·la
- 2009: Everything is Now: New and Collected Stories (University of Minnesota Press). Contes
- 2004: Free Enterprise: A Novel of Mary Ellen Pleasant (City Lights Publishers). Novel·la
- 1998: The Store of a Million Items (Nova York: Houghton Mifflin Company). Contes
- 1993: Free Enterprise: A Novel of Mary Ellen Pleasant (Nova York: Dutton). Novel·la
- 1990: Bodies of Water (Nova York: Dutton). Contes
- 1987: No Telephone to Heaven (Nova York: Dutton). Novel·la (seqüela de Abeng)
- 1985: Abeng (Nova York: Penguin). Novel·la

### Prosa poètica
- 1985: The Land of Look Behind and Claiming (Firebrand Books).
- 1980: Claiming an Identity They Taught Me to Despise (Persephone Press).

### Editora
- 1982: Lillian Smith, The Winner Names the Age: A Collection of Writings (Nova York: Norton).

### Altres
- 2008: If I Could Write This in Fire. University of Minnesota Press. Col·lecció d'assajos.
- 1982: "If I Could Write This in Fire I Would Write This in Fire", a Barbara Smith (ed.), Home Girls: A Black Feminist Anthology (Nova York: Kitchen Table: Women of Color Press).
- 1994: "History as Fiction, Fiction as History", Ploughshares, Tardor de 1994; 20(2–3): 196–202.
- 1990: "Object into Subject: Some Thoughts on the Work of Black Women's Artists," in Gloria Anzaldúa (ed.), Making Face, Making Soul/Haciendo Caras: Creative and Critical Perspectives by Women of Color (San Francisco: Aunt Lute), pp. 271–290.